# موتور حاج علی‌اکبر شه‌بخش
موتور حاج علی‌اکبر شه‌بخش یا موتور حاجی اکبر روستایی در دهستان کورین بخش کورین شهرستان زاهدان استان سیستان و بلوچستان ایران است.

## جمعیت
بر پایه سرشماری عمومی نفوس و مسکن در سال ۱۳۹۵ جمعیت این روستا کمتر از ۳ خانوار بوده‌است.